# Murexiella macgintyi
Murexiella macgintyi är en snäckart som först beskrevs av M. Smith 1938.  Murexiella macgintyi ingår i släktet Murexiella och familjen purpursnäckor. Inga underarter finns listade i Catalogue of Life.